# ۲۴ روز
«۲۴ روز» (فرانسوی: 24 jours, la vérité sur l'affaire Ilan Halimi — lit. 24 Days: The True Story of the Ilan Halimi Affair‎) یک فیلم فرانسوی در سبک درام است که در سال ۲۰۱۴ منتشر شد. از بازیگران آن می‌توان به امیلی کان و اریک کاراواکا اشاره کرد.

## داستان
در ۲۰ ژانویه ۲۰۰۶، پس از شام شبات، ایلان برخلاف نصیحت‌های مادرش تصمیم می‌گیرد بیرون برود و خوشگذرانی کند اما آن زن فرزندش را دوباره نخواهد دید .....